# Marion Kracht
Marion Kracht (n. 5 decembrie 1962, München, RFG) este o actriță germană premiată cu Goldene Kamera.

## Date biografice
Tatăl ei a fost dramturgul și scenaristul Autor Fritz-André Kracht. Primul ei rol Marion l-a jucat într-un publicitar TV, când avea 5 ani. La 14 ani joacă ca și copil în filmul Die Buddenbrooks, iar la 17 ani în serialul pentru copii Das feuerrote Spielmobil. Între 1982 - 1984 a studiat dramaturgia în München și Berlin. În 1988 și-a continuat studiile în New York.

## Filmografie
- 1970: Schulmädchen-Report: Was Eltern nicht für möglich halten
- 1971: Wer zuletzt lacht, lacht am besten
- 1974: Du Land der Liebe
- 1976−1979: Buddenbrooks
- 1977: Passion Flower Hotel
- 1977: Das chinesischen Wunder
- 1978: Lady Dracula
- 1978: Leidenschaftliche Blümchen
- 1979: Das feuerrote Spielmobil (serial)
- 1981: Nach Mitternacht
- 1981: Das kleine Hotel
- 1982: Der Jagerloisl
- 1982: Familienbande (serial)
- 1982: Christian und Christiane (serial)
- 1983: Es gibt noch Haselnusssträucher
- 1983: Abenteuer Bundesrepublik  (serial)
- 1984: Das Geschenk
- 1984: Tiere und Menschen (serial)
- 1985: Derrick – Lange Nacht für Derrick
- 1985: Alte Sünden rosten nicht
- 1985−1994: Diese Drombuschs
- 1985−1989: Ein Heim für Tiere
- 1986: Spätes Erröten
- 1988: The Contract
- 1987: Tödlicher Auftrag
- 1989: Seine beste Rolle
- 1992: Felix und 2x Kuckuck
- 1992: Böses Blut Rolle
- 1993: Kein perfekter Mann
- 1993: Il Mister
- 1993: Das Traumschiff – Hongkong
- 1994–2000: Der Havelkaiser
- 1994: Der Nelkenkönig
- 1994: Coked out
- 1995: Flucht ins Paradies
- 1995: Inseln unterm Wind
- 1995: La Voce del cuore
- 1995: Coked out (film școlar)
- 1996: Die Geliebte
- 1996: Tödliche Wende
- 1997: Klassenziel Mord
- 1997: Dove Comenica il sole
- 1998: Verwirrung des Herzens
- 1998: Die letzte Station
- 1998: Gottes vergessene Kinder
- 2001: Das Traumschiff – Las Vegas
- 2001−2005: Hallo Robbie!
- 2002: Väter (film cinematografic)
- 2004: Little Miss Perfect (film școlar)
- 2005: Ferienarzt auf Capri
- 2005–2009: Familie Sonnenfeld
- 2006/2007: Liebe, Babys und ein großes Herz I/II/III
- 2007: Ein Fall für Nadja
- 2007: SOKO Wismar – Nasser Tod
- 2008: Rosamunde Pilcher - Melodie der Liebe
- 2009: 30 Karat Liebe
- 2009: Liebe, Babys und der Zauber Afrikas
- 2010: Liebe, Babys und Familienglück